# جوزيف برستون
جوزيف برستون (بالإنجليزية: Joseph Preston)‏ (23 أغسطس 1864 - 26 نوفمبر 1890) هو لاعب كريكت بريطاني (وحمل سابقاً جنسية المملكة المتحدة لبريطانيا العظمى وأيرلندا).